# Mesochorus flaemingus
Mesochorus flaemingus är en stekelart som beskrevs av Schwenke 1999. Mesochorus flaemingus ingår i släktet Mesochorus och familjen brokparasitsteklar. Inga underarter finns listade i Catalogue of Life.